# Theodore Millon
Theodore Millon (New York, 18 agosto 1928 – Greenville, 29 gennaio 2014) è stato uno psicologo statunitense, noto per il suo lavoro sui disturbi di personalità.

## Biografia
Theodore Millon nacque nel 1928 a New York, precisamente a Brooklyn, figlio unico di genitori ebrei immigrati dalla Lituania e dalla Polonia. I suoi antenati del XIX secolo provenivano dalla città di Valozhyn, allora parte dell'Impero russo. 
Anche se inizialmente desiderava diventare un attore e nonostante il padre lo avesse fatto iscrivere alla facoltà di Economia presso il City College di New York, Millon scelse infine di intraprendere Psicologia, non prima di aver provato anche gli studi di sociologia, filosofia e fisica. Terminò gli studi di psicologia clinica a 22 anni e, nel 1954, prese un dottorato presso l'Università del Connecticut con una tesi sulla personalità autoritaria.
Nel 1963, mentre insegnava psicologia clinica presso l'Università di Leigh, trascorse una settimana come paziente volontario presso la clinica psichiatrica Allentown State Hospital, uno dei più grandi ospedali psichiatrici della Pennsylvania, del quale sarà per 15 anni membro del consiglio di amministrazione. Nel 1968 fondò con Allen J. Frances il Journal of Personality Disorders e divenne presidente inaugurale della International Society for the Study of Personality Disorders.
Negli anni Settanta ha lavorato nel reparto di psichiatria presso il Veterans Hospital di Chicago e ha portato la commissione di rielaborare il Manuale Diagnostico e Statistico dei Disturbi Mentali (DSM) dalla sua terza edizione. Tra il 1982 e il 1985 ha insegnato presso la Scuola di Medicina di Harvard. Inoltre, tra il 1988 e il 1992, ha presieduto la Società Internazionale per lo Studio dei Disturbi di Personalità. Nel 2001 diresse l'Istituto di Alti Studi sulla Personalità e la Psicopatologia in Florida.  È stato professore emerito presso la Harvard Medical School e l'Università di Miami.
Nel 2008 fu premiato con il "Premio medaglia d'oro per i successi di vita raggiunti nell'applicazione della psicologia" dalla American Psychological Association L'American Psychological Foundation ha istituito il "Premio Theodore Millon per la Psicologia della Personalità" (Theodore Millon Award in Personality Psychology), per onorare gli psicologi impegnati in modo eccezionale nel "far progredire la scienza della psicologia della personalità comprese le aree di personologia, teoria della personalità, disturbi della personalità e misurazione della personalità".

## Lavoro teorico
Millon ha esercitato una grande influenza sulla ricerca nella pratica clinica e sulla necessità dello studio della personalità come preludio al trattamento della malattia mentale. Ha sviluppato strumenti psicodiagnostici come il Millon Clinical Multiaxis Inventory e ha contribuito allo sviluppo delle versioni precedenti del Manuale diagnostico e statistico dei disturbi mentali (DSM). 
È stato tra i primi psicologi a rivendicare una psicoterapia personalizzata (tailoring) in modo che il trattamento si adattasse agli interessi individuali e sociali dei pazienti. Ha avuto un atteggiamento critico verso l'uso indiscriminato degli psicofarmaci.
Tra le altre diagnosi, Millon si è speso per una versione ampliata del disturbo di personalità passivo-aggressivo, che ha definito come disturbo "negativistico" di personalità e ha sostenuto che potrebbe essere diagnosticato in base a criteri quali "esprime invidia e risentimento verso quelli apparentemente più fortunati" e "afferma di essere sfortunato, iellato e perseguitato dalla sorte; la caratteristica personale è più una questione di piagnucolare e mugugnare che di sentirsi abbandonato e disperato" (APA, 1991 R17). Il disturbo di personalità passivo-aggressivo fu ampliato un po' come una diagnosi ufficiale nel DSM-III-R, ma poi relegato nell'appendice del DSM-IV, rinominato temporaneamente "Disturbo passivo-aggressivo (negativistico) di personalità". Nel DSM 5 questa etichetta diagnostica non è presente. 

### Teoria dell'apprendimento biosociale
Millon sviluppò la teoria dell'apprendimento biosociale partendo dalle idee di Gardner Murphy. Murphy riteneva che la predisposizione biologica e l'ambiente fossero collegati e non due dimensioni opposte; conseguentemente, Millon spiega la sua teoria dello sviluppo della personalità come risultato dell'interazione di fattori genetici (fattori ereditari coinvolti nello sviluppo neurofisiologico) e fattori sociali, ponendo enfasi soprattutto su queste ultime.
Basandosi sulle leggi fondamentali dell'evoluzione, Millon ha descritto i processi in base a tre obiettivi motivanti: Esistenza, Adattamento e Riproduzione. 
- Esistenza: polarità piacere-dolore. La spinta alla sopravvivenza è alla base di ogni essere vivente, dai più semplici ai più complessi. Da una parte orienta l'organismo verso il miglioramento della qualità della vita (piacere); dall'altra lo porta ad evitare tutto ciò che mette a repentaglio l'esistenza (dolore).
- Adattamento: polarità attivo-passivo. Ogni organismo ha bisogno di scambiare energia e informazioni con l'ambiente. In un polo l'organismo è orientato ad adattarsi al proprio ambiente (passivo); dall'altro a modificare modificare l'ambiente per renderlo più adatto a sé (attivo).
- Riproduzione: polarità sé-altro. La riproduzione è la strategia di sopravvivenza che l'organismo adotta proiettandosi al futuro. A un estremo c'è l'orientamento a sé, a massimizzano l'autoriproduzione; all'altro estremo l'organismo si orienta all'altro, proteggendo e sostenendo la progenie o i simili.

Millon ha identificato cinque orientamenti esistenziali fondamentali che determinano il tipo di adattamento all'ambiente che sta eseguendo la personalità: l'alienazione, la dipendenza, l'indipendenza, la contraddizione e l'ambivalenza.

## Libri di Theodor Millon
- 1969: Modern Psychopathology: A Biosocial Approach to Maladaptive Learning and Functioning, Saunders (trad. it. Psicopatologia moderna, Edizioni Salvat,1976
- 1981: Disorders of Personality: DSM-III: Axis II. John Wiley & Sons ISBN 0-471-06403-3
- 1985: (with George S. Everly, Jr.) Personality and Its Disorders. John Wiley and Sons ISBN 978-0471878162
- 1996: (with Roger D. Davis) Disorders of Personality: DSM IV and Beyond 2nd edition, John Wiley & Sons ISBN 0-471-01186-X
- 1974: (with Renée Millon) Abnormal behavior and personality: a biosocial learning approach, Saunders
- 2004: Personality Disorders in Modern Life, John Wiley and Sons. ISBN 0-471-23734-5
- 2004: Masters of the Mind: exploring the story of mental illness. John Wiley & Sons. ISBN 9780471469858
- 2007: (with Seth Grossman) Moderating Severe Personality Disorders: A Personalized Psychotherapy Approach, John Wiley & Sons.
- 2007: (with Seth Grossman) Resolving Difficult Clinical Syndromes: A Personalized Psychotherapy Approach, John Wiley & Sons.
- 2007: (with Seth Grossman) Overcoming Resistant Personality Disorders: A Personalized Psychotherapy Approach, John Wiley & Sons.
- 2008: (editor with Paul H. Blaney) Oxford Textbook of Psychopathology, 2nd Ed., Oxford University Press.
- 2008: (editor with Robert Krueger and Erik Simonsen) Contemporary Directions in Psychopathology: Toward the DSM-V and ICD-11, Guilford Press
- 2008: The Millon inventories: a practitioner's guide to personalized clinical assessment, Guilford Press ISBN 978-1-59385-674-8
- 2011: Disorders of Personality: Introducing a DSM/ICD Spectrum from Normal to Abnormal, 3rd edition John Wiley & Sons